# Carlos Velo
Carlos Velo Cobelas dit Carlos Velo, né le 15 novembre 1909 à Cartelle (province d'Ourense, Galice), et mort le 10 mars 1988 à Mexico, est un réalisateur et scénariste espagnol.

## Biographie
Biologiste de formation, Carlos Velo devient le meilleur représentant de l'école documentaire espagnole d'avant-guerre. Il collabore d'abord avec Fernando G. Mantilla et réalise une série de documentaires sur des aspects de la réalité historique et géographique. Almadrabas (1935), décrivant la pêche au thon artisanale dans le golfe de Cadix, est, sans doute, son film le plus réussi. Il sera pourtant interdit par les autorités politiques.
Plus tard, Carlos Velo doit émigrer au Mexique en raison de ses opinions républicaines. Là, il devient scénariste, notamment pour Raíces de Benito Alazraki en 1955. Il travaille ensuite pour la télévision, puis devient directeur technique d'une chaîne. Comme réalisateur, on lui doit un des films les plus intéressants sur le monde de la tauromachie : Torero (1956), consacré au matador Luis Procuna. En 1960, il contribue à la naissance de l'Institut cubain du cinéma (ICAIC),  tout en continuant à travailler pour le cinéma mexicain, créant notamment un centre de production du court métrage. Il dirige également le Centre mexicain de formation du cinéma. 
En 1967, il signe son projet le plus ambitieux : la réalisation de Pedro Páramo, une adaptation du roman éponyme de Juan Rulfo, avec John Gavin dans le rôle-titre. Ce film est sélectionné en compétition officielle au Festival de Cannes 1967.